# Tenebroides americanus
Tenebroides americanus es una especie de coleóptero de la familia Trogossitidae. Mide de 6.4 a 12.3 mm. Se encuentra en el este de los Estados Unidos.